# Coberteria
|  | Cobert redirigeix aquí. Per a altres significats, vegeu Cobert (construcció). |

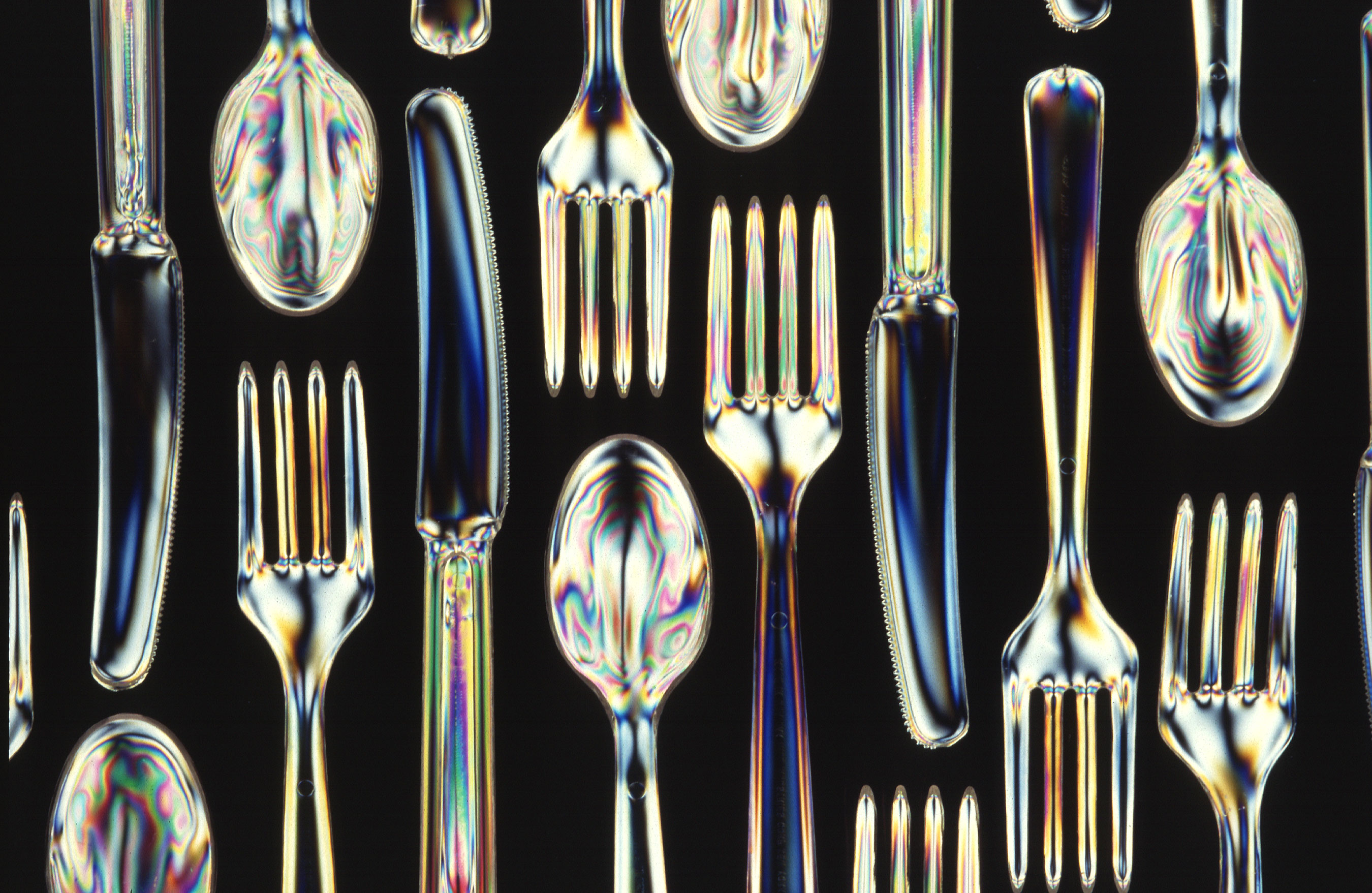
Coberteria feta dùn material plàstic biodegradable.

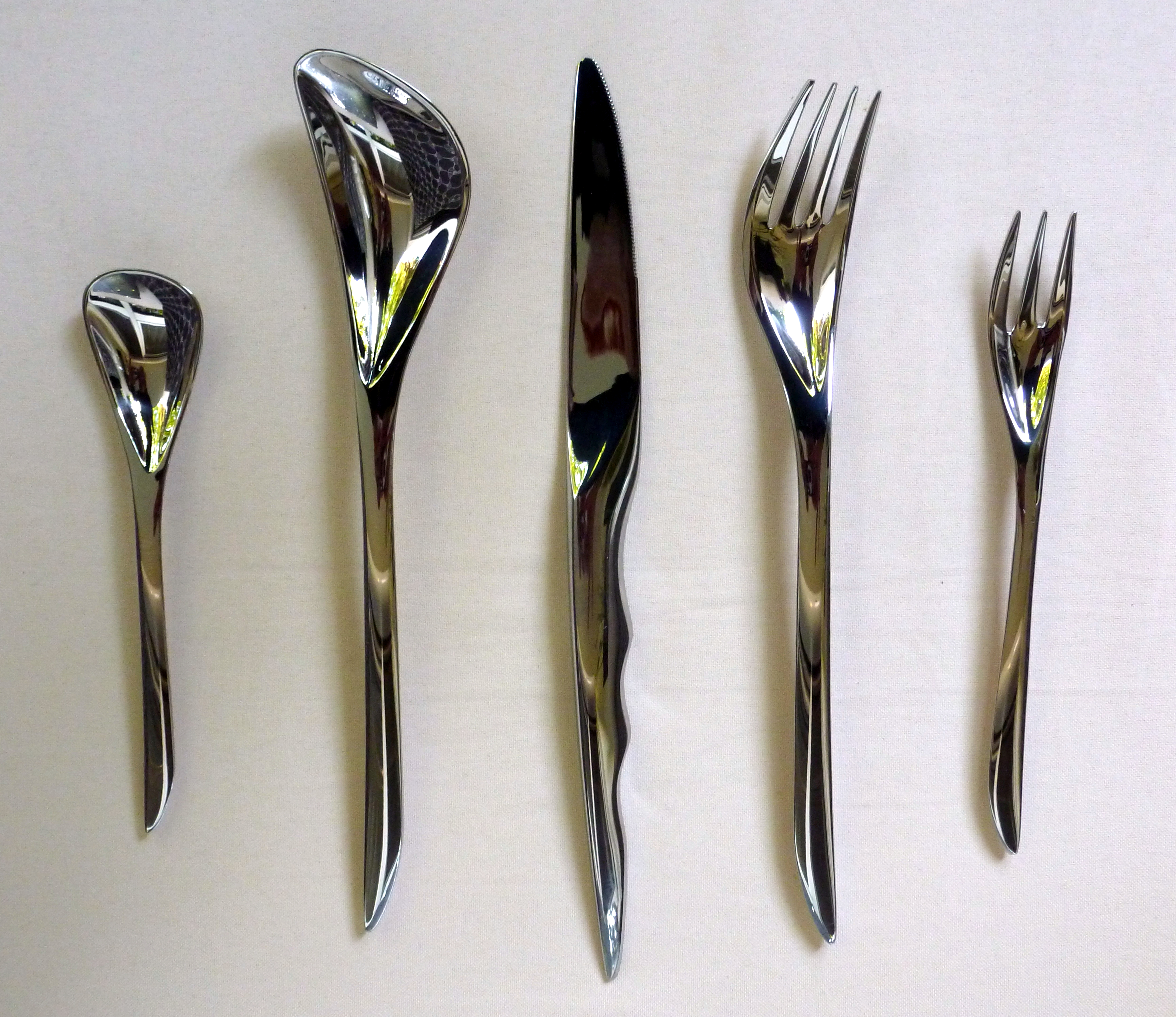
Un exemple de coberteria moderna, disseny de l'arquitecta i dissenyadora de producte Zaha Hadid (2007).

Els coberts (també coneguts com a coberteria) inclouen qualsevol instrument manual utilitzat per preparar, servir i, sobretot, menjar a la cultura occidental. La ciutat de Sheffield, a Anglaterra, és famosa per la producció de coberteria des del segle XVII i un tren, el Master Cutler, que va de Sheffield a Londres, va rebre el nom de la indústria. L'acer inoxidable va ser desenvolupat a Sheffield a principis del segle xx, per portar coberts assequibles a les masses.
Els principals articles de coberteria de la cultura occidental són el ganivet, la forquilla i la cullera. Aquests tres instruments van aparèixer per primera vegada junts a les taules a Gran Bretanya a l'⁣època georgiana. En els darrers temps, s'han fet versions híbrides de coberteria que combinen la funcionalitat de diferents estris de menjar, incloent-hi la cullera-forquilla, la cullera-gavinet i el gavinet-forquilla. També hi ha un utensili que combina els tres.

## Història
La coberteria ha anat guanyant importància des de l'Edat Mitjana. Fins aquell moment hi havia el costum de menjar amb els dits. A les il·lustracions medievals apareixen sobre la taula diferents instruments que ajuden els comensals tant a la manera de servir-se com a la ingestió dels aliments. Als inicis de l'Edat Mitjana no es feien servir plats, sinó que els aliments es posaven sobre el pa dur sucat amb les salses de la carn; el gavinet d'ús personal el duia cadascú i la copa es compartia amb altres comensals.
A la Catalunya altmedieval s'utilitzava una coberteria formada bàsicament per culleres i ganivets. Les culleres, que s'anomenaven cochlea, i els cullerots, anomenats loca, estaven fets d'argent o fusta. Al segle XIV començà a utilitzar-se la broca, amb dues puntes, mentre que la forquilla es va començar a utilitzar a les terres catalanes al segle xvii, procedent d'Itàlia.
Al segle XVIII s'utilitzaven culleres i forquilles de fusta, com demostren estudis de la coberteria utilitzada pels monjos. El convent dels frares de Tarragona en van comprar el maig de 1824, i els cartoixans de Montalegre el XVIII. La generalització de les culleres de fusta, fins i tot als habitatges més humils, va ser el 1745 en terres catalanes.
Fins al segle xv se sap que es "menjava a cobert" fent referència sempre a les estovalles que es posava sobre la taula per mostrar als comensals que s'havia pres tota precaució contra l'enverinament, cobrint-los, d'aquí l'origen de la paraula.
Pel que fa als fabricants, alguns països occidentals han desenvolupat tradicionalment una indústria al voltant de la coberteria en general, com és el cas d'Anglaterra, on hi ha una gran tradició, una de les figures més conegudes és el Master Cutler que és el director de la Company of Cutlers in Hallamshire establerta des de 1624. Un dels seus rols és el d'actuar com a ambaixador de la indústria de Sheffield (Centre de la indústria de la coberteria del Regne Unit).
Altres països, com pot ser Alemanya, han desenvolupat una indústria basada en la coberteria, algunes de les ciutats especialitzades en això són Solingen, famosa pels seus ganivets. El modernisme al segle xx va fer la seva aparició a la coberteria de la mà de Jean Puiforcat.

## Composició

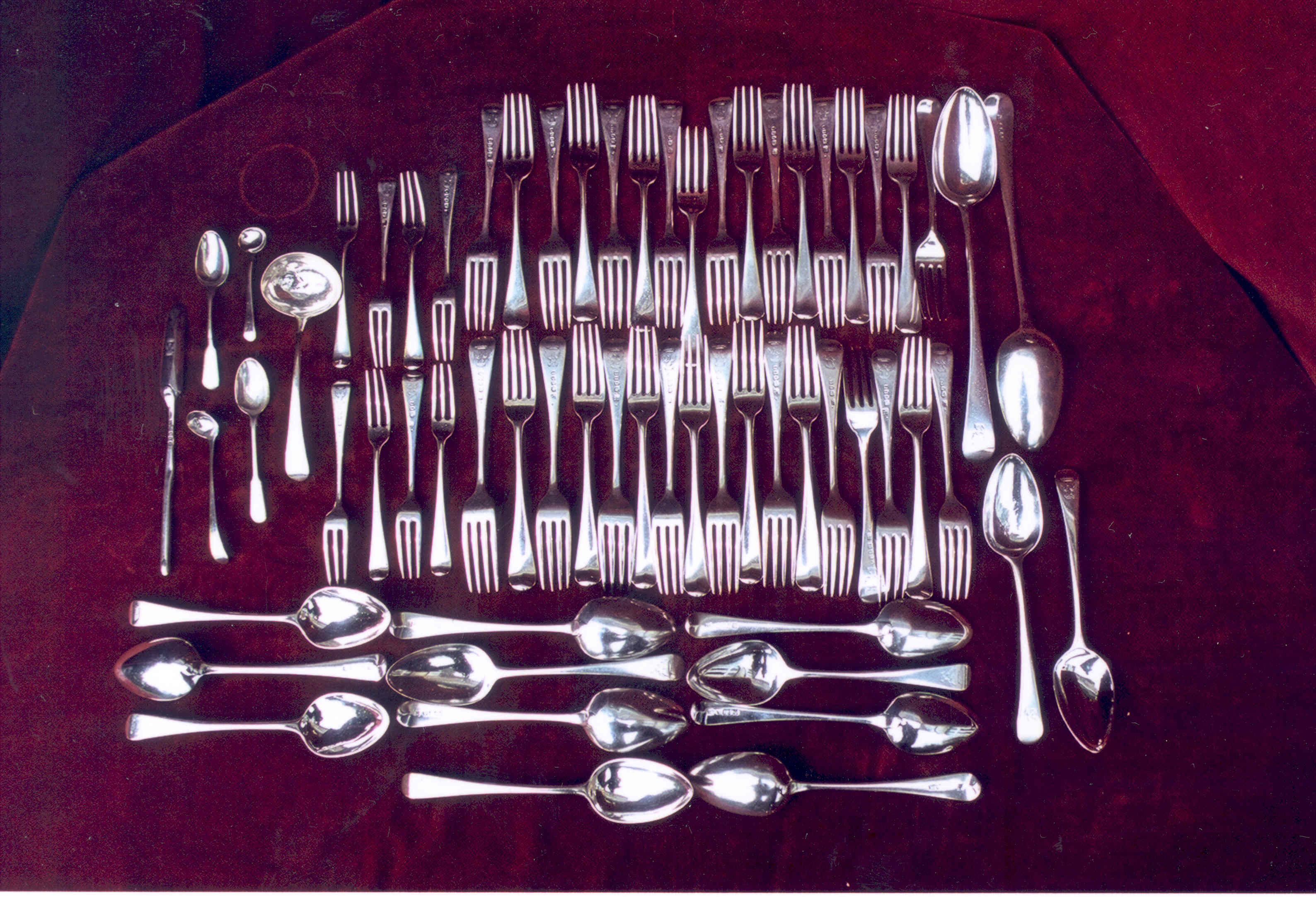
Un conjunt de coberteria de plata de l'època georgiana, que inclou culleres i culleres de servir.

### Metall
La plata de llei és el material tradicional amb què es fabriquen coberts de bona qualitat. Històricament, la plata tenia l'avantatge sobre altres metalls de ser menys reactiva químicament. Les reaccions químiques entre determinats aliments i el metall dels coberts poden provocar sabors desagradables. L'or és encara menys reactiu que la plata, però l'ús dels coberts d'or es limitava als excepcionalment rics, com els monarques.
L'acer es va utilitzar sempre per a ganivets més utilitaris, i l'estany s'utilitzava per a alguns articles més barats, especialment culleres. A partir del segle XIX, la plata galvanitzada (EPNS) es va utilitzar com a substitut més barat de la plata de llei.
L'any 1913, el metal·lúrgic britànic Harry Brearley va descobrir l'acer inoxidable per casualitat i va portar coberts assequibles a les masses. Aquest metall ha arribat a ser el que predomina en la coberteria. Una alternativa és el mecior, un aliatge de níquel, resistent a la corrosió, i coure, que de vegades també pot contenir manganès i níquel-ferro.

### Plàstic
Els coberts de plàstic estan fets per a ús d'un sol ús i s'utilitzen amb freqüència a l'aire lliure per acampar, excursions i barbacoes, per exemple. Els coberts de plàstic també s'utilitzen habitualment als establiments de menjar ràpid o per emportar i a finals del segle XX s'oferien en els àpats en avió en classe econòmica. El plàstic també s'utilitza per a la coberteria infantil. Sovint és més gruixut i més durador que els coberts de plàstic d'un sol ús.

### Fusta

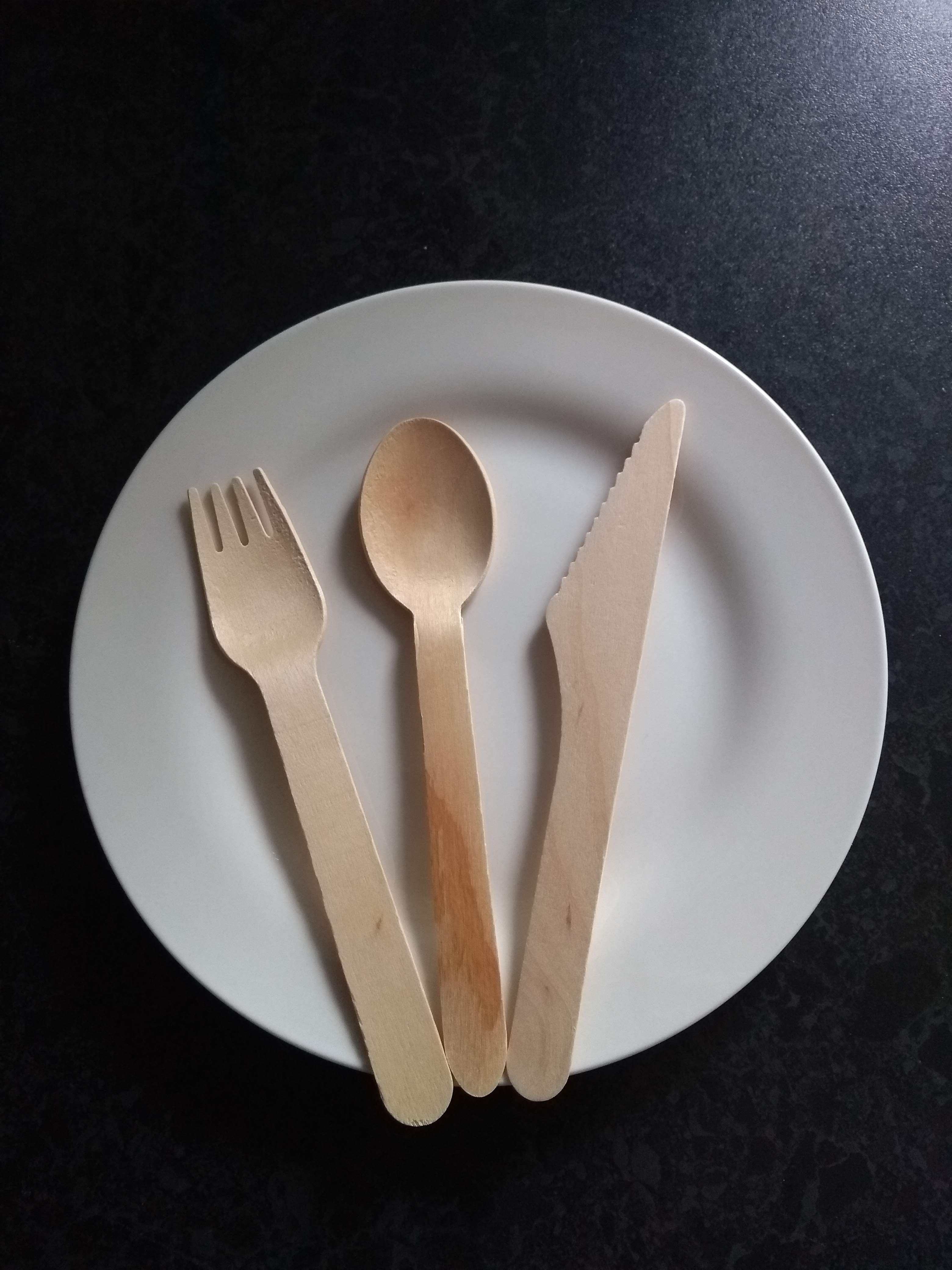
Coberteria de bambú

Els coberts d'un sol ús de fusta estan disponibles com a alternativa biodegradable popular. El bambú (encara que no és una fusta) és una opció popular.

### Comestible
Els coberts comestibles estan fets de grana seca. Es fan principalment amb arròs, mill o blat. Com que el cultiu d'arròs necessita molta aigua, els fabricants comercialitzen productes a base de mill com a més respectuosos amb el medi ambient. La massa es cou en motlles que l'endureixen. Alguns fabricants ofereixen una opció de coberteria aromatitzada. Els coberts comestibles es descomponen en aproximadament una setmana si s'eliminen.

## Indústria

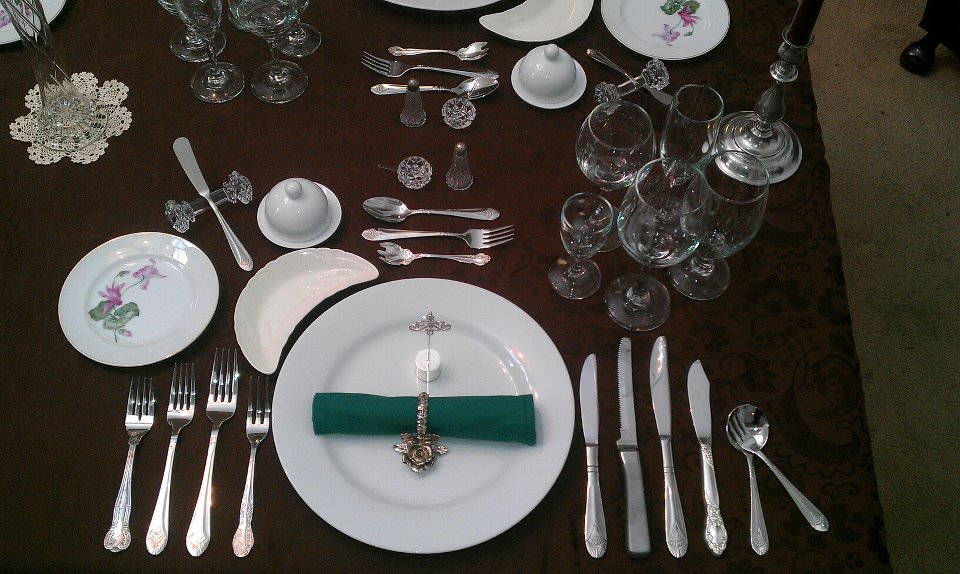
Una taula per a un dinar de vuit plats. Inclou un escampador de mantega recolzat sobre un suport de cristall; una forquilla de còctel, una cullera de sopa, una forquilla de postres, una cullera de postres i una forquilla de gelat, així com ganivets i forquilles separats per a peix, plat principal i amanida.

A Sheffield, el comerç de tallers es va dividir, amb oficis aliats com ara el fabricant de navalles, el forjador de fulles, i el fabricant de forquilles, que es van convertir en diferents oficis al segle XVIII.
Abans dels mitjans segle XIX, quan es va disposar d'acer al carboni barat a causa dels nous mètodes de fabricació d'acer, es feien ganivets (i altres eines de tall) soldant una tira d'⁣acer a la peça de ferro que s'havia de convertir en un ganivet o amb una tira d'acer entre dues peces de ferro. Això es va fer perquè l'acer era aleshores una mercaderia molt més cara que el ferro. Les fulles modernes de vegades estan laminades, però per una raó diferent. Atès que l'acer més dur és fràgil, es pot col·locar una capa d'acer dur entre dues capes d'un acer més suau i menys trencadís, per a una fulla que manté bé una vora afilada i és menys probable que es trenqui en servei.
Després de la fabricació, el ganivet s'havia d'esmolar, originàriament sobre una pedra d'esmolar. L'estudi de la fusteria de la València medieval indica que per aquest objectiu els tallers ja comptaven entre els segles XIII i XVI amb pedres d'aigua. Eren una mola circular de pedra sorrenca. Amb un pedal girava l'eix mòbil del centre de la pedra, que afilava el gavinet a la pedra, que s'anava humitejant amb un dipòsit d'aigua per no escalfar-se. S'han trobat pedres similiars en molts indrets en aquesta època, també a Andorra.

### Coberteria d'un sol ús
Introduït amb finalitats de conveniència (lleuger, sense necessitat de neteja després del menjar), els coberts d'un sol ús fets de plàstic s'han convertit en un mercat mundial enorme. Juntament amb altres vaixelles d'un sol ús (plats de paper, cobertes de plàstic, gots d'un sol ús, tovallons de paper, etc.), aquests productes s'han convertit en essencials per a la indústria del menjar ràpid i la restauració. Els productes són emblemàtics de les societats consumistes i la causa de milions de tones de residus plàstics no biodegradables. La Unió Europea ha prohibit aquests productes plàstics a partir del 3 de juliol de 2021 com a part de l'⁣Estratègia Europea de Plàstics. També es preveuen prohibicions al Regne Unit i al Canadà.
Com a alternativa ecològica al plàstic no degradable, els coberts de fusta estan guanyant popularitat. Alguns fabricants cobreixen els seus productes amb olis vegetals, ceres i suc de llimona aptes per als aliments per a una vida útil més llarga, fent-los segurs per al consum humà. A continuació, els coberts es curen durant uns dies abans de sortir de la planta de fabricació.